# ريان غوندرسون
ريان غوندرسون (بالإنجليزية: Ryan Gunderson)‏ هو لاعب هوكي جليد أمريكي، ولد في 16 أغسطس 1985 في Bensalem Township, Pennsylvania ‏ في الولايات المتحدة.

## وصلات خارجية
- ريان غوندرسون على موقع دوري الهوكي الوطني (الإنجليزية)
- ريان غوندرسون على موقع الدوري الأمريكي لهوكي الجليد (الإنجليزية)
- ريان غوندرسون على موقع EliteProspects.com (الإنجليزية)
- ريان غوندرسون على موقع HockeyDB.com (الإنجليزية)
- ريان غوندرسون على موقع أوليمبيديا (الإنجليزية)